# Saumane-de-Vaucluse
Saumane-de-Vaucluse – miejscowość i gmina we Francji, w regionie Prowansja-Alpy-Lazurowe Wybrzeże, w departamencie Vaucluse.
Według danych na rok 1990 gminę zamieszkiwały 644 osoby, a gęstość zaludnienia wynosiła 31 osób/km² (wśród 963 gmin regionu Prowansja-Alpy-W. Lazurowe Saumane-de-Vaucluse plasuje się na 442. miejscu pod względem liczby ludności, natomiast pod względem powierzchni na miejscu 479.).

## Populacja

Populacja Saumane-de-Vaucluse w latach 1962–2008